# Notre-Dame-de-Sanilhac
Notre-Dame-de-Sanilhac is een plaats en voormalige gemeente in het Franse departement Dordogne in de regio Nouvelle-Aquitaine en telt 2725 inwoners (2004). De plaats maakt deel uit van het Arrondissement Périgueux.

## Geschiedenis
Bij de kantonale herindeling van 22 maart 2015 werd Notre-Dame-de-Sanilhac ingedeeld bij het op die dag gevormde kanton Haut-Périgord noir. Het kanton Saint-Pierre-de-Chignac, waartoe de gemeente daarvoor behoorde, werd op die dag opgeheven. Op 1 januari 2017 fuseerde de gemeente met Breuilh en Marsaneix tot de commune nouvelle Sanilhac.

## Geografie
De oppervlakte van Notre-Dame-de-Sanilhac bedraagt 25,8 km², de bevolkingsdichtheid is 105,6 inwoners per km².
De onderstaande kaart toont de ligging van Notre-Dame-de-Sanilhac met de belangrijkste infrastructuur en aangrenzende gemeenten.

## Demografie
Onderstaande figuur toont het verloop van het inwonertal.